# Alberta (provinca)
Alberta je kanadska provinca. Leži na zahodu Kanade in je ena tako imenovanih prerijskih provinc. Meji na provinci Britansko Kolumbijo na zahodu in Saskatchewan na vzhodu, na severu na ozemlje Severozahodni teritoriji in na jugu na ameriško zvezno državo Montano. Poleg Saskatchewana je Alberta edina kanadska provinca, ki nima morja.
Glavno mesto Alberte je Edmonton, ki leži v osrednjem delu province. Približno 300 km južneje leži Calgary, največje mesto Alberte, ki je hkrati glavno prometno vozlišče ter eno največjih poslovnih središč Kanade. Edmonton je glavno distribucijsko in storitveno središče za največja kanadska nahajališča nafte in druge naravne vire v severnem delu Alberte.
Alberta je dobila ime po angleški princesi Louise Caroline Alberta, hčeri kraljice Viktorije in princa Alberta.